# Jarawa
Jarawa (Hindi: जारवा,Järawa, Jarwa) sunt unul dintre grupurile de indigeni de pe insulele Andaman. În prezent numărul lor este estimat la 250-350 persoane. Deoarece au evitat în mare parte contactul cu străinii, multe dintre obiceiurile lor sunt necunoscute.